# 34189 Ambatipudi
34189 Ambatipudi è un asteroide della fascia principale. Scoperto nel 2000, presenta un'orbita caratterizzata da un semiasse maggiore pari a 2,4835627 au e da un'eccentricità di 0,1017600, inclinata di 6,52978° rispetto all'eclittica.